# إدارة مونو
مونو هي واحدة من إدارات بنين الإثني عشر عاصمتها هي لوكوسا، سميت باسم نهر مونو الذي يشكل الكثير من حدود الإدارة مع توغو. تأسست الإدارة عام 1999، فصلًا عن إدارة كوفو.

## الجغرافيا

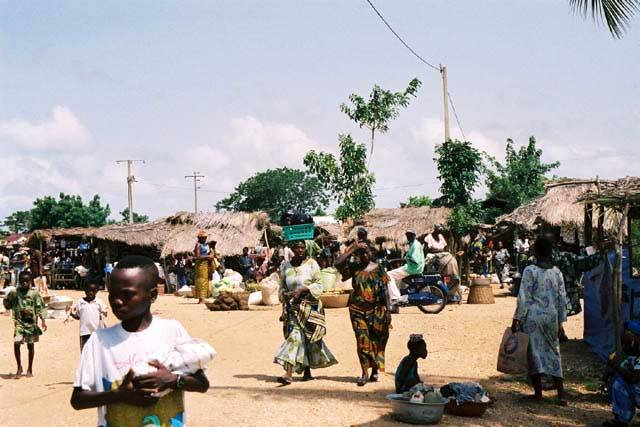
سوق في جراند بوبو.

تقع مقاطعة مونو في الجنوب الغربي من بنين، تبلغ مساحتها 1,605 كيلومتر مربع (620 ميل2)، تحدها إدارة كوفو من الشمال وإدارة أتلانتيك من الشرق والمحيط الأطلسي من الجنوب وتوغو من الغرب، يوجد على ساحل الإدارة الكثير من البحيرات والمستنقعات أكبرها بحيرة بحيرة أيمي، ثاني أكبر بحيرة في بنين. متوسط ارتفاع الإدارة هو 20 متر (66 قدم) مقارنة بمتوسط بنين البالغ 200 متر (660 قدمًا) فوق متوسط مستوى سطح البحر.

## الاقتصاد
الصيد في مياه البحيرات والمحيط هي المهنة الرئيسية لسكان الإدارة. اكتشف النفط في بحر الإدارة في الستينيات، وفيها كميات من التيتانيوم وخام الحديد منخفض الجودة والإلمينيت والكروميت.

## السكان
| التعداد الديني            | التعداد الديني            | التعداد الديني | التعداد الديني | التعداد الديني |
| ------------------------- | ------------------------- | -------------- | -------------- | -------------- |
|                           |                           |                |                |                |
| الإسلام                   | الإسلام                   |                | 1.5%           | 1.5%           |
| ميثودية                   | ميثودية                   |                | 2.4%           | 2.4%           |
| فودو                      | فودو                      |                | 33.1%          | 33.1%          |
| كاثوليك                   | كاثوليك                   |                | 20.6%          | 20.6%          |
| مسيحي آخر                 | مسيحي آخر                 |                | 18.8%          | 18.8%          |
| الديانات التقليدية الأخرى | الديانات التقليدية الأخرى |                | 1.2%           | 1.2%           |
| أخرى                      | أخرى                      |                | 10.7%          | 10.7%          |

بلغ إجمالي عدد سكان مقاطعة مونو 497,243 نسمة (241,554 ذكر و255,689 أثنى) في تعداد 2013. بلغت نسبة سكان الريف 50.30٪ ونسبة سكان الحضر 49.70٪. بلغ عدد السكان الأجانب في الإدارة 89,75 نسمة يمثلون 1.80٪ من إجمالي عدد السكان. وبلغت نسبة مشاركة الأجانب في القوى العاملة (الذين تتراوح أعمارهم بين 15-64 سنة) 39.70٪. بلغت عدد الأسر في الإدارة 105,986 أسرة ومتوسط حجم الأسرة 4.7. معدل النمو بين السكان 2.90 ٪.
متوسط سن الزواج لدى النساء 21.6 ومتوسط سن الإنجاب 28.6. وبلغ مجموع القوى العاملة في الدائرة 142,220 شخص، 48.60٪ منهم نساء. بلغت نسبة الأسر التي ليس لديها مستوى تعليمي 48.70٪ ونسبة الأسر التي لديها أطفال يذهبون إلى المدرسة 80.30٪.
المجموعات اللغوية العرقية الرئيسية في الإدارة هي أجا وفون وجن وفلا (المعروفة أيضًا باسم إكسويلا) وساكسوي وفيرا (المعروفة أيضًا باسم إكسويلا) وكوتافون وأيزو. كما تضم المنطقة أيضًا مجموعة أجونا.

## التقسيمات الإدارية
تنقسم إدارات مونو إلى ست بلديات كل واحدة سميت على المقر وأكبر مدينة فيها، البلديات كالآتي: أثيمي وبوبا وكومي وجراند بوبو وهوييوغبي ولوكوسا. لدى البلديات والمجالس البلدية ممثلون منتخبون يديرون البلديات، أجريت الانتخابات الأخيرة لهذه المجالس في مايو 2020، أثناء جائحة فيروس كورونا.

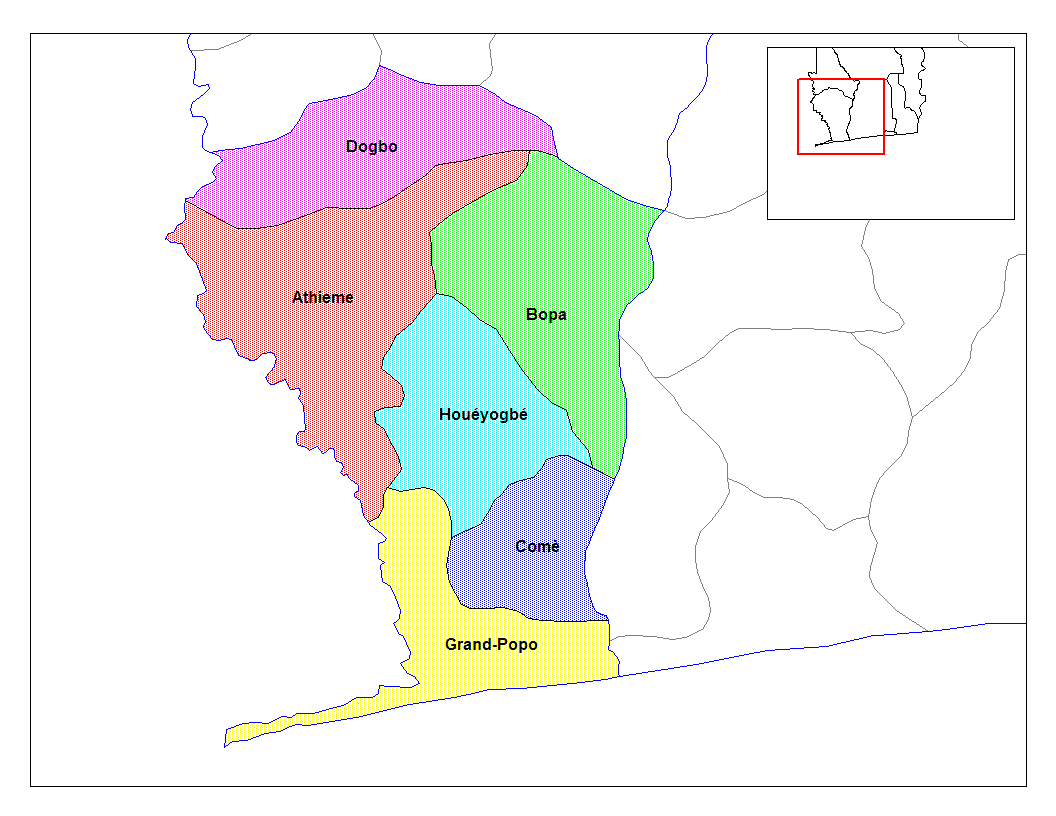
كومونات إدارة مونو